# Héctor Marchena
Héctor Marchena de la O (né le 4 janvier 1965 à Puerto Limón au Costa Rica) est un footballeur international costaricien, qui évoluait au poste de défenseur.

## Biographie

### Carrière en sélection
Avec l'équipe du Costa Rica, il joue 48 matchs (pour aucun but inscrit) entre 1987 et 1994. Il figure notamment dans le groupe des sélectionnés lors de la coupe du monde de 1990. Lors du mondial, il est titulaire indiscutable et joue 4 matchs : contre l'Écosse, le Brésil, la Suède et enfin la Tchécoslovaquie. 
Il participe également à la Gold Cup de 1991.